# Équipe de Sierra Leone des moins de 20 ans de football
Maillots
L'Équipe de Sierra Leone des moins de 20 ans de football est constituée par une sélection des meilleurs joueurs juniors sierra-léonais sous l'égide de la Fédération de Sierra Leone de football.

## Histoire
L’équipe de la Sierra Leone U20 atteint les demi-finales du Championnat U-20 Zone A de l'UFOA en 2019
En 2024, elle se qualifie à la prochaine Coupe d'Afrique des moins de 20 ans après avoir fini le premier de son groupe., et éliminer la Gambie en demi-finale, elle se qualifie pour la première fois à la finale de L’Ufoa A en 2024

## Palmarès
- Championnat U-20 Zone A de l'UFOA
  - Finaliste en 2024
  - Quatrième en 2019

## Parcours en Coupe d'Afrique des nations des moins de 20 ans
Aucune participation de 1979 à 1989
- 1991 : 2e tour
- 1993 : Aucune participation
- 1995 : Aucune participation
- 1997 : Aucune participation
- 1999 : 1er tour
- 2001 : Aucune participation
- 2003 : tour préliminaire
- 2005 : 1er tour
- 2007 : 1er tour
- 2009 : tour préliminaire
- 2011 : tour préliminaire
- 2013 : 2e tour
- 2015 : 2e tour
- 2017 : 1er tour
- 2019 : 1er tour
- 2021 : Phases de groupe Zone ufoa A
- 2023 : Phases de groupe Zone ufoa A
- 2025 : Quart de finale

## Parcours en Coupe du monde des moins de 20 ans
- De 1979 à 1989 : Aucune participation
- De 1991 à 2025 : Non qualifié